# Macrozamia lucida
Macrozamia lucida — вид голонасінних рослин класу саговникоподібні (Cycadopsida).
Етимологія: лат. lucidus — «блискучі», від високо-глянцевих листків.

## Опис
Рослини без наземного стовбура, стовбур 8–20 см діаметром. Листя 2–15 в короні, темно-зелене, глянсове, завдовжки 70–120 см, з 50–120 листових фрагментів; хребет від спірально не закручених до помірно спірально закручених; черешок завдовжки 25–50 см. Листові фрагменти прості; середні — 150—350 мм, 7–11 мм завширшки. Пилкові шишки веретеновиді, 12–15 см завдовжки, 3,5–4 см діаметром. Насіннєві шишки яйцевиді, 15–20 см, 7,5–9 см діаметром. Насіння яйцеподібне, 22–25 мм завдовжки, 18–20 мм завширшки; саркотеста червона.

## Поширення, екологія
Країни поширення: Австралія (Новий Південний Уельс, Квінсленд). Рослини зустрічаються на висоті від 30 до 600 м над рівнем моря. Популяції зростають в прибережних і прибережно-гірських хребтах, і в Квінсленді вид поширений на деяких гірських хребтах вдалині від берега. Рослини розкидані й спорадичні в прибережних мокрих склерофітних лісах.

## Загрози та охорона
Загрози цьому виду не відомі. Рослини знаходяться під охороною в англ. Pottsville Nature Reserve.